# Helmold di Bosau
Helmold di Bosau (Zona di Goslar, verso il 1120 – Bosau, dopo il 1177) è stato un cronista tedesco.

## Biografia
Helmold (it. Elmoldo) entrò verso il 1134 nel Convento di Segeberg, fondato a scopo missionario, che dopo l'attacco di Pribislao del Meclemburgo fu spostato a Neumünster.
La sua ulteriore ricostruzione fu realizzata fra il 1139 ed il 1142 nel Braunschweig grazie al suo ultimo vescovo Gerold di Oldenburg, rettore della scuola collegiale di San Blasio. Dopo il suo rientro a Münster, Elmoldo fu consacrato Diacono nel 1150. Dal 1156 circa fu parroco a Bosau, nella località di base per le missioni di San Vicelino e di Geroldo.

## Chronica Slavorum
Elmoldo scrisse probabilmente verso il 1167, stimolato in ciò dal vescovo Gheroldo, una cronaca in lingua latina, la Chronica Slavorum (Cronaca degli Slavi). Il lavoro descrive la Colonizzazione tedesca dell'Europa Centrale ed Orientale e la cristianizzazione slava da parte di Carlo Magno. Essa si occupa preminentemente della istituzione della signoria, dell'insediamento e della missione nello Holstein Orientale, nel Meclemburgo, nel Brandeburgo, in Pomerania ed in Scandinavia. Come fonti Elmoldo utilizza soprattutto gli scritti di Adamo da Brema e quelli dei vescovi Villeado di Brema ed Ansgar, completati da racconti tramandati oralmente e da proprie esperienze. La Cronaca di Elmoldo è una fonte significativa della lingua latina scritta in Germania nel XII secolo. Arnoldo di Lubecca proseguì la cronaca dal 1171 fino al 1209, Ernesto di Kirchberg la tradusse in Lingua alto-tedesca. L'edizione più antica risale al 1556, edita a Francoforte da Schorkel.